# Robert Simpson
Robert Wilfred Levick Simpson (2. března 1921 Royal Leamington Spa – 21. listopadu 1997 Tralee, Irsko) byl anglický skladatel a dlouholetý producent a moderátor stanice BBC.
Nejznámější je jeho orchestrální a komorní hudba (obzvláště ve stěžejních klasických formách: 11 symfonií a 15 smyčcových kvartet) a dále jeho spisy o Beethoveně, Brucknerově, Nielsenově a Sibeliově hudbě. Studoval skladbu u britského skladatele Herberta Howellse. V roce 1980, Pozoruhodně za života moderního skladatele, vznikla Společnost Roberta Simpsona, když se jednalo o to, že Simpsonova hudba byla nespravedlivě zanedbána. Cílem společnosti je přinést Simpsonovu hudbu širší veřejnosti sponzorováním nahrávek a živých představení jeho děl, vydáním časopisu a dalších publikací a archivováním materiálu týkajícího se skladatele.

## Vybrané dílo
- SIMPSON, Robert. Carl Nielsen: Symphonist. London: Kahn & Averill, 1979. ISBN 978-0-900707-96-4.